# Résultats des ministres lors des élections législatives françaises de 2024
Cette page regroupe les résultats des ministres lors des élections législatives françaises de 2024.

## Contexte
Le 9 janvier 2024, Gabriel Attal est nommé Premier ministre en remplacement d'Élisabeth Borne, en fonctions depuis la réélection d'Emmanuel Macron à la tête de l'État en 2022. La composition de son gouvernement est annoncée le 11 janvier 2024 et complétée le 8 février 2024,.
Le 9 juin 2024, à l'issue des élections européennes lors desquelles la liste du Rassemblement national (conduite par son président Jordan Bardella) est arrivée en tête, Emmanuel Macron annonce la dissolution de l'Assemblée nationale et la tenue d'élections législatives anticipées les 30 juin et 7 juillet 2024.
Vingt-quatre membres du gouvernement, dont le Premier ministre Gabriel Attal, sont candidats à ces élections législatives, tous ayant déjà été élus ou réélus en 2022 à l'exception de Stéphane Séjourné et d'Agnès Pannier-Runacher, candidats pour la première fois.

### Ministres non candidats
11 ministres ne se présentent pas lors de ces élections législatives :
- Bruno Le Maire, ministre de l'Économie, des Finances et de la Souveraineté industrielle et numérique ;
- Catherine Vautrin, ministre du Travail, de la Santé et des Solidarités ;
- Nicole Belloubet, ministre de l'Éducation nationale et de la Jeunesse ;
- Rachida Dati, ministre de la Culture ;
- Sébastien Lecornu, ministre des Armées ;
- Éric Dupond-Moretti, garde des Sceaux, ministre de la Justice ;
- Christophe Béchu, ministre de la Transition écologique et de la Cohésion des territoires ;
- Amélie Oudéa-Castéra, ministre des Sports et des Jeux olympiques et paralympiques ;
- Sylvie Retailleau, ministre de l'Enseignement supérieur et de la Recherche ;
- Patrice Vergriete, ministre délégué chargé des Transports ;
- Chrysoula Zacharopoulou, secrétaire d'État chargée du Développement et des Partenariats internationaux.

## Résultats

### Premier tour
À l'issue du premier tour, le 30 juin 2024, aucun des membres du gouvernement n'est élu. Le Premier ministre, Gabriel Attal, est en ballottage favorable, comme Gérald Darmanin ou Stéphane Séjourné. Ce dernier obtient le meilleur score parmi les ministres candidats avec 46,07 % des voix. Arrivées derrière le RN et le NFP, Marie Guévenoux et Sabrina Agresti-Roubache annoncent, quant à elles, se retirer malgré leur qualification pour le second tour, tout comme Fadila Khattabi le lendemain. Après avoir envisagé de se maintenir dans la même configuration, Dominique Faure et Patricia Mirallès se désistent également le 2 juillet 2024,.

### Second tour
Le 7 juillet 2024, l'ensemble des ministres toujours en lice au second tour sont élus (ou réélus) députés dans leur circonscription, à l'exception de Stanislas Guerini et Sarah El Haïry, battus respectivement dans la troisième circonscription de Paris et la cinquième circonscription de la Loire-Atlantique.

## Tableau détaillé
| Portrait                 | Fonction gouvernementale                                                                                           | Nom               | Nom                      | Parti                                                                             | Circonscription                                                                              | Résultats               | Résultats               | Statut                  | Statut   |
| Portrait                 | Fonction gouvernementale                                                                                           | Nom               | Nom                      | Parti                                                                             | Circonscription                                                                              | 1er tour                | 2d tour                 | Élection                | Note     |
| ------------------------ | --- | ----------------- | ------------------------ | --------------------------------------------------------------------------------- | -------------------------------------------------------------------------------------------- | ----------------------- | ----------------------- | ----------------------- | -------- |
| Gabriel Attal            | Premier ministre                                                                                                   |                   | Gabriel Attal            | RE                                                                                | Dixième circonscription des Hauts-de-Seine Élu en 2017 et 2022.                              | 43,85 %                 | 58,23 %                 | Élu au 2d tour          | [ r 1 ]  |
| Ministres                | |                   |                          |                                                                                   |                                                                                              |                         |                         |                         |          |
| Gérald Darmanin          | Ministre de l'Intérieur et des Outre-mer                                                                           |                   | Gérald Darmanin          | RE                                                                                | Dixième circonscription du Nord Élu en 2012 et 2022.                                         | 36,03 %                 | 61,37 %                 | Élu au 2d tour          | [ r 2 ]  |
| Marc Fesneau             | Ministre de l'Agriculture et de la Souveraineté alimentaire                                                        |                   | Marc Fesneau             | MoDem                                                                             | Première circonscription de Loir-et-Cher Élu en 2017 et 2022.                                | 34,56 %                 | 60,20 %                 | Élu au 2d tour          | [ r 3 ]  |
| Stéphane Séjourné        | Ministre de l'Europe et des Affaires étrangères                                                                    |                   | Stéphane Séjourné        | RE                                                                                | Neuvième circonscription des Hauts-de-Seine Première candidature dans cette circonscription. | 46,07 %                 | 72,63 %                 | Élu au 2d tour          | [ r 4 ]  |
| Stanislas Guerini        | Ministre de la Transformation et de la Fonction publiques                                                          | Stanislas Guerini | RE                       | Troisième circonscription de Paris Élu en 2017 et 2022.                           | 33,99 %                                                                                      | 46,41 %                 | Battu au 2d tour        | [ r 5 ]                 |          |
| Ministres délégués       | |                   |                          |                                                                                   |                                                                                              |                         |                         |                         |          |
| Prisca Thevenot          | Ministre déléguée chargée du Renouveau démocratique, porte-parole du Gouvernement                                  |                   | Prisca Thevenot          | RE                                                                                | Huitième circonscription des Hauts-de-Seine Élue en 2022.                                    | 39,91 %                 | 62,44 %                 | Élue au 2d tour         | [ r 6 ]  |
| Marie Lebec              | Ministre déléguée chargée des Relations avec le Parlement                                                          | Marie Lebec       | RE                       | Quatrième circonscription des Yvelines Élue en 2017 et 2022.                      | 41,24 %                                                                                      | 50,67 %                 | Élue au 2d tour         | [ r 7 ]                 |          |
| Aurore Bergé             | Ministre déléguée chargée de l'Égalité entre les femmes et les hommes et de la Lutte contre les discriminations    | Aurore Bergé      | RE                       | Dixième circonscription des Yvelines Élue en 2017 et 2022.                        | 33,59 %                                                                                      | 49,05 %                 | Élue au 2d tour         | [ r 8 ]                 |          |
| Roland Lescure           | Ministre délégué chargé de l'Industrie et de l'Énergie                                                             | Roland Lescure    | RE                       | Première circonscription des Français établis hors de France Élu en 2017 et 2022. | 38,84 %                                                                                      | 54,25 %                 | Élu au 2d tour          | [ r 9 ]                 |          |
| Olivia Grégoire          | Ministre déléguée chargée des Entreprises, du Tourisme et de la Consommation                                       | Olivia Grégoire   | RE                       | Douzième circonscription de Paris Élue en 2017 et 2022.                           | 39,36 %                                                                                      | 65,16 %                 | Élue au 2d tour         | [ r 10 ]                |          |
| Thomas Cazenave          | Ministre délégué chargé des Comptes publics                                                                        | Thomas Cazenave   | RE                       | Première circonscription de la Gironde Élu en 2022.                               | 38,31 %                                                                                      | 43,20 %                 | Élu au 2d tour          | [ r 11 ]                |          |
| Dominique Faure          | Ministre déléguée chargée des Collectivités territoriales et de la Ruralité                                        |                   | Dominique Faure          | PRV                                                                               | Dixième circonscription de la Haute-Garonne Élue en 2022.                                    | 28,99 %                 |                         | Retirée pour le 2d tour | [ r 12 ] |
| Marie Guévenoux          | Ministre déléguée chargée des Outre-mer                                                                            |                   | Marie Guévenoux          | RE                                                                                | Neuvième circonscription de l'Essonne Élue en 2017 et 2022.                                  | 27,11 %                 | Retirée pour le 2d tour | [ r 13 ]                |          |
| Sarah El Haïry           | Ministre déléguée chargée de l'Enfance, de la Jeunesse et des Familles                                             |                   | Sarah El Haïry           | MoDem                                                                             | Cinquième circonscription de la Loire-Atlantique Élue en 2017 et 2022.                       | 36,17 %                 | 37,38 %                 | Battue au 2d tour       | [ r 14 ] |
| Fadila Khattabi          | Ministre déléguée chargée des Personnes âgées et des Personnes handicapées                                         |                   | Fadila Khattabi          | RE                                                                                | Troisième circonscription de la Côte-d'Or Élue en 2017 et 2022.                              | 23,81 %                 |                         | Retirée pour le 2d tour | [ r 15 ] |
| Frédéric Valletoux       | Ministre délégué chargé de la Santé et de la Prévention                                                            |                   | Frédéric Valletoux       | HOR                                                                               | Deuxième circonscription de Seine-et-Marne Élu en 2022.                                      | 33,73 %                 | 59,95 %                 | Élu au 2d tour          | [ r 16 ] |
| Agnès Pannier-Runacher   | Ministre déléguée auprès du ministre de l'Agriculture et de la Souveraineté alimentaire                            |                   | Agnès Pannier-Runacher   | RE                                                                                | Deuxième circonscription du Pas-de-Calais Première candidature dans cette circonscription.   | 21,54 %                 | 55,84 %                 | Élue au 2d tour         | [ r 17 ] |
| Franck Riester           | Ministre délégué chargé du Commerce extérieur, de l'Attractivité, de la Francophonie et des Français de l'étranger | Franck Riester    | RE                       | Cinquième circonscription de Seine-et-Marne Élu en 2007, 2012, 2017 et 2022.      | 31,43 %                                                                                      | 54,40 %                 | Élu au 2d tour          | [ r 18 ]                |          |
| Jean-Noël Barrot         | Ministre délégué chargé de l'Europe                                                                                |                   | Jean-Noël Barrot         | MoDem                                                                             | Deuxième circonscription des Yvelines Élu en 2017, juin 2022 et octobre 2022.                | 35,01 %                 | 72,69 %                 | Élu au 2d tour          | [ r 19 ] |
| Guillaume Kasbarian      | Ministre délégué chargé du Logement                                                                                |                   | Guillaume Kasbarian      | RE                                                                                | Première circonscription d'Eure-et-Loir Élu en 2017 et en 2022.                              | 32,92 %                 | 60,59 %                 | Élu au 2d tour          | [ r 20 ] |
| Secrétaires d'État       | |                   |                          |                                                                                   |                                                                                              |                         |                         |                         |          |
| Marina Ferrari           | Secrétaire d'État chargée du Numérique                                                                             |                   | Marina Ferrari           | MoDem                                                                             | Première circonscription de la Savoie Élue en 2022.                                          | 35,24 %                 | 58,08 %                 | Élue au 2d tour         | [ r 21 ] |
| Sabrina Agresti-Roubache | Secrétaire d'État chargée de la Ville et de la Citoyenneté                                                         |                   | Sabrina Agresti-Roubache | RE                                                                                | Première circonscription des Bouches-du-Rhône Élue en 2022.                                  | 23,61 %                 |                         | Retirée pour le 2d tour | [ r 22 ] |
| Patricia Mirallès        | Secrétaire d'État chargée des Anciens Combattants et de la Mémoire                                                 | Patricia Mirallès | RE                       | Première circonscription de l'Hérault Élue en 2017 et 2022.                       | 22,54 %                                                                                      | Retirée pour le 2d tour | [ r 23 ]                |                         |          |
| Hervé Berville           | Secrétaire d'État chargé de la Mer et de la Biodiversité                                                           | Hervé Berville    | RE                       | Deuxième circonscription des Côtes-d'Armor Élu en 2017 et 2022.                   | 33,61 %                                                                                      | 63,63 %                 | Élu au 2d tour          | [ r 24 ]                |          |